# 공 (리듬 체조)

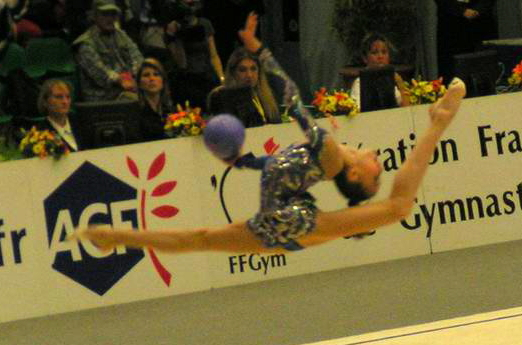
공을 연기하는 발레리아 쿠릴스카야

공(Ball)은 리듬 체조의 종목이자 그 종목에서 사용되는 공을 의미한다.